# (2768) Gorky
(2768) Gorky ist ein Asteroid des Hauptgürtels, der am 6. September 1972 von der sowjetischen Astronomin Ljudmyla Schurawlowa am Krim-Observatorium in Nautschnyj entdeckt wurde.
Der Asteroid ist nach dem russischen Schriftsteller Maxim Gorki benannt.